# Звінка
Звінка (Дівошин) — річка в Україні, у Овруцькому районі Житомирської області, права притока Ясенця (басейн Прип'яті).

## Опис
Довжина річки 25 км., похил річки — 3,9 м/км. Формується з багатьох безіменних струмків та 1 водойми. Площа басейну 128 км².
Притоки: Полохачівка (права).

## Розташування
Звінка бере початок на півдні від села Сирківщина. Тече переважно на північний схід у межах сіл Оленичі, Нагоряни, Хлупляни, Дівошин. На околиці села Кораки впадає в річку Ясенець, праву притоку Словечни.

## Риби Звінки
У річці водяться верховодка звичайна, бистрянка звичайна, пічкур та плітка звичайна.